# روبرت دافيس كاري
وهو سياسي أمريكي ينتمي إلى الحزب الجمهوري ولدروبرت دافيس كاري في 12 آب - أغسطس من سنة 1878 في مدينة شايان في ولاية وايومنغ الأمريكية أصبح روبرت دافيس كاري حاكما على ولاية وايومنغ الأمريكية وقد استمر في منصبه كحاكم على الولاية إلى سنة 1923 وكان كاري عضوا في مجلس الشيوخ الأمريكي ما بين الأعوام 1930 إلى عام 1937 توفي روبرت دافيس كاري في 17 كانون الثاني - يناير من سنة 1937 في مدينة شايان في ولاية وايومنغ الأمريكية عن عمر يناهز 59 عاما.